# Kings (film 2017)
Kings è un film drammatico del 2017 scritto e diretto da Deniz Gamze Ergüven, interpretato da Halle Berry e Daniel Craig. 
È stato presentato in anteprima mondiale al Toronto International Film Festival il 13 settembre 2017. Il film è stato proiettato per tre giorni nell'ambito del Festival del cinema di Stoccolma, tenutosi a novembre 2017. È stato proiettato anche al 35° Torino Film Festival in Italia, prima di uscire nelle sale nella primavera 2018.

## Trama
Millie Dunbar è una madre single con otto figli in affido nel sud di Los Angeles. Il suo vicino di casa Obie è l'unico uomo bianco del vicinato in un quartiere popolato di afroamericani, latini e coreani, scontroso e amante dell'alcool. Ma è proprio lui a correre in soccorso di Millie, la sua vicina di casa. Millie, infatti, mamma single di otto tra bambini e ragazzi, molti dei quali presi in affido per strapparli alla strada, viene dapprima ingiustamente arrestata e poi, una volta liberatasi, è costretta a tornare nell'occhio del ciclone alla ricerca di tre dei suoi piccoli, che sono imprudentemente usciti di casa.
Insieme formano una coppia improbabile cercando di contattare i figli di lei, per metterli al sicuro durante i tre giorni della rivolta di Los Angeles scoppiata per il pestaggio di Rodney King.
Il racconto al di là della storicizzazione imposta dagli abiti, dall'ingente utilizzo di materiale televisivo d'epoca e dai fatti stessi (su tutti l'assassinio da parte di una commerciante coreana di una ragazzina nera rea di aver rubato un succo di frutta), è tristemente attuale.

## Produzione
Ergüven ha iniziato a lavorare sul film quando si è laureata alla scuola di cinema La Fémis nel 2006. Nel 2011 è stata invitata al workshop della Cinéfondation al Festival di Cannes, dove ha incontrato Alice Winocour. Grazie al successo del suo primo film, Mustang, uscito nel 2015 e candidato all'Oscar per il miglior film in lingua straniera, è riuscita più facilmente a realizzare il film. 
La fotografia principale è iniziata il 27 dicembre 2016 a Los Angeles. Le riprese sono durate fino a metà febbraio 2017.

## Accoglienza
Nel sito web di aggregazione di recensioni Rotten Tomatoes, il film ha un punteggio di approvazione del 9% basato su 32 recensioni e una valutazione media di 3,4 / 10. Il consenso critico del sito web recita: " Kings ha buone intenzioni, un cast di talento e la base per un'incredibile storia basata sui fatti, ma sfortunatamente non rappresentano molto più di un'occasione mancata".  Su Metacritic, il film ha un punteggio medio ponderato di 34 su 100, basato su 16 critici, che indica "recensioni generalmente sfavorevoli".